# CODAG
CODAG（英語: COmbined Diesel And Gas turbine）とは、ディーゼルエンジンとガスタービンエンジンを組み合わせて、低速時はディーゼルエンジン、高速時はこれにガスタービンエンジンを併用する推進方式のこと。主に艦船で使用される。

## 舶用ガスタービンエンジンと組み合わせ機関
船舶を推進するために必要な動力は、その速度の3乗に比例して増加するという特性がある。例えば原速12ノットを基準とした場合、20ノットなら4.7倍、30ノットなら15.6倍の出力が必要とされており、高速性能を要求すると機関出力に関する要求が急速に増大することになる。一方、特に軍艦では戦術状況に応じて様々な速度域を使い分けることもあって、高速性能は重要とはいっても使用頻度は極めて少なく、全力での運転が行われるのは艦艇の全生涯のうちの5パーセント以内にすぎないといわれている。艦艇の機動性においては、高速性能とともに航続距離も重要だが、その大部分は低速度域で過ごすため、機関は15パーセント以下の出力での燃料消費率を最小にしなければならないことを意味する。
ガスタービンエンジンは、往復運動部分を持たないために静粛性が高く振動が少ないほか、蒸気タービン機関のような汽醸を要さず、暖機運転にかかる時間もディーゼルエンジンよりも短く、即応性に優れるという利点があり、舶用機関として有用である。しかし現在のオープンサイクルガスタービンは、部分負荷での燃料消費率が極めて悪いという特性があり、上記のように幅広い速度域での運用を考慮する必要がある軍艦では、燃料の消費量が増大するという問題がある。
この問題に対して用いられるのが、組み合わせ機関である。一般的に、巡航時の出力が全力の20パーセント以下である場合は、CODOGやCOGOGなど、低速用の巡航機と全力用の高速機を切り替えて用いる方式がよいとされる。100パーセント全力のものを120パーセントにするためにギアリングなどに苦労しても1ノット程度の速力上昇しか得られないのであれば、低速用と全力用に割り切ったほうが効率的という判断である。一方、巡航時の出力が全力の30パーセント以上となると、巡航機の出力を全力時にも使わなければ間に合わなくなることから、CODAGやCOGAGなど、低速用の巡航機とブースト用の加速機を併用する方式がよいとされる。特に40パーセント以上となるとCODAGは不利になり、COGAGやCOSAGが有利となる。なお60パーセント以上の比率となった場合は、組み合わせ機関よりは、1種類のエンジンの分出力で賄ったほうが有利であろうとされる。

## CODAG方式

CODAG方式の概要図。ガスタービンエンジン1基とディーゼルエンジン2基で2軸の推進器を駆動している。

組み合わせ機関のうち、低速用の巡航機としてディーゼルエンジン、高速用のブースト機としてガスタービンエンジンを用いて、速度域に応じて併用する方式をCODAGと称する。
ディーゼルエンジンは燃料消費率の点で優れており、一般的な軍艦用のエンジンを用いて巡航した場合、ディーゼルエンジンの燃料消費率はガスタービンエンジンの1⁄14程度という大差になるといわれる。すなわち、ディーゼルエンジンは、低速用・巡航用のエンジンには適した特性を備えている。一方で出力重量比の点では劣るため高出力を必要とする状況には不向きで、また振動や騒音などのシグネチャーでも劣る部分がある。これに対し、ガスタービンエンジンは燃料消費率の点では劣る一方、軽量で出力も大きいため、高速用のエンジンとして適している。このため、ディーゼルエンジンを巡航機としてガスタービンエンジンと組み合わせる方式は、1960年代以降、駆逐艦やフリゲート級の艦艇で広く採用されている。
CODAG方式の機関では、18-20ノットまでは巡航用のディーゼルエンジンで航行し、それ以上の速度ではガスタービンエンジンを併用する場合が多い。CODOG方式と比べると、高速域でガスタービンエンジンだけでなくディーゼルエンジンの出力も推進力となるため、ガスタービンエンジンはそこまで大出力でなくてもよいというメリットがある。ただしディーゼルエンジンとガスタービンエンジンでは回転数が全く異なるため、CODAG方式を採用して両者の出力をひとつの推進軸に統合しようとすると減速機の機構が複雑になり、水中放射雑音の発生源にもなるという問題がある。このため、構造的に無理がないCODOG方式のほうが普及しているが、制御技術の進歩とともに、CODAG方式の採用例も増加している。
高速戦闘艇の場合、11号型魚雷艇のように、ディーゼルエンジンとガスタービンエンジンの出力をひとつの推進軸に統合することを避け、それぞれ別の推進器に接続して、低速時にはガスタービンエンジンと接続された推進器は遊転させておくという手法も用いられる。また大型水上戦闘艦でも、MEKO A-200型フリゲートでは、ディーゼルエンジンはスクリュープロペラ、ガスタービンエンジンはウォータージェット推進器と別々の推進器を駆動する方式を採用しており、CODAG-WARP（WAter jet and Refined Propellers）と称する。
なお船舶以外でも、Strv.103戦車では主となるディーゼルエンジンの他にガスタービンエンジンを搭載し、必要に応じて併用する構造をもっているが、他には類例がない。